# Protosinđel
Protosinđel (grč.: proto+sinđel), u Pravoslavnoj Crkvi najstariji monaški čin posle arhimandrita, po rangu odgovara protoprezviteru.